# Ataque aéreo en Nueva Kajovka
El ataque aéreo en Nueva Kajovka ocurrió el 11 de julio de 2022, cuando las fuerzas ucranianas lanzaron un ataque contra la ciudad ocupada por Rusia de Nueva Kajovka durante la invasión rusa de Ucrania de 2022. Rusia dijo que Ucrania utilizó misiles HIMARS para la operación, habiéndolos adquirido recientemente de los Estados Unidos.
Los objetivos en la ciudad fueron alcanzados con grandes explosiones, destruyendo un depósito de municiones. Ucrania afirmó que 12 soldados rusos fueron asesinados, incluido el 22º Cuerpo de Ejército, el general de división Artem Nasbulin. El comando militar del sur de las Fuerzas Armadas de Ucrania dijo que «según los resultados de nuestras unidades de cohetes y artillería, el enemigo perdió 5️2 [soldados], un obús Msta-B, un mortero y siete vehículos blindados y de otro tipo, así como un depósito de municiones en Nova Kajovka».
Funcionarios rusos y agencias de noticias estatales dijeron que al menos siete personas habían muerto y 60 habían resultado heridas, incluidos civiles, y que propiedades civiles generalizadas, incluido un mercado, una farmacia, almacenes y casas habían sido dañadas. Esas afirmaciones no han sido verificadas de forma independiente. Rusia confirmó la muerte de Nasbulin, pero no aclaró si había muerto en el ataque. El portavoz ucraniano Serhiy Khlan dijo que los informes de que el ataque había dañado hospitales y áreas residenciales eran parte de la propaganda rusa y que muchos civiles en la ciudad estaban contentos con la idea de que las fuerzas ucranianas estuvieran más cerca de la ciudad.